# تیفلت
تیفلت (به فرانسوی: Tifelt)  در مراکش  است که در رباط سلا زمور زعیر واقع شده‌است.